# Ohetalbrücke
Die Ohetalbrücke ist eine Eisenbahnbrücke der Bahnstrecke Landshut–Bayerisch Eisenstein über das Tal der Schlossauer Ohe bei der Stadt Regen im Bayerischen Wald.
Sie ist eine der letzten weitgehend original erhaltenen Eisenbahnbrücken des 19. Jahrhunderts in Deutschland und steht unter Denkmalschutz, ist jedoch 2025 vom Abbruch bedroht.

## Beschreibung
Die Brücke hat eine Länge von 308 m und eine Höhe der Schienenoberkante von bis zu 48,5 Meter über Geländeoberkante.
Die Widerlager und Pfeiler aus Granit-Mauerwerk waren für einen späteren zweigleisigen Ausbau ausgelegt, der aber nie ausgeführt wurde.
Die eingleisigen, jeweils einfeldrigen Überbauten mit obenliegender Fahrbahn bestehen aus genieteten Fachwerkkonstruktionen aus Stahl und Gusseisen. Die Hauptträger sind vier parallelgurtige Fachwerkträger mit sich kreuzenden Diagonalen, die jeweils 76 m lang sind.

## Geschichte
Die Ohetalbrücke wurde vom Ingenieur Heinrich Gerber entworfen und von seinem Unternehmen Süddeutsche Brückenbau AG gebaut. Gerbers Nachlass im Deutschen Museum enthält statische Berechnungen und ein Fotoalbum mit Bildern vom Bau der Brücke.
Nach rund zweieinhalb Jahren Bauzeit wurde die Brücke am 15. Juni 1877 eingeweiht.
Gegen Ende des Zweiten Weltkriegs versuchte die Wehrmacht vergeblich, die Brücke zu sprengen.

## Zustand und Ausblick
Die Brücke wurde seit ihrem Bau rund 140 Jahre lang nie grundlegend saniert. Das Tragwerk ist sichtbar rostig. Im Jahr 2015 erfolgte eine behelfsmäßige Sanierung: Das Mauerwerk an den Pfeilern der Brücke wurde nachverfugt und die Fachwerk-Überbauten erhielten zusätzliche überkreuzende Stahlprofile, jedoch unterblieben ein Entrosten und ein Neuanstrich.
Der Infrastrukturbetreiber DB Netz ging danach davon aus, dass die Brücke zusammen mit weiteren Brücken auf der Strecke nach dem Ende der voraussichtlichen Nutzungsdauer bis zum Jahr 2027 durch Neubauten ersetzt werden müssen. 2019 ging die DB Netz von einer Restnutzungsdauer bis 2034 aus. Ein 2020 erstelltes Gutachten zur Standsicherheit ergab die niedrigste Zustandskategorie 4 und eine Restnutzungszeit bis höchstens 2030. Der Transport von Panzern für Truppenübungen ist derzeit nicht möglich.
2021 hieß es, Erhalt oder Ersatz würden „ergebnisoffen geprüft“. Ende 2024 begann das Planfeststellungsverfahren für einen Ersatzneubau. Für die DB Netz hat diese Entscheidung den Vorteil, dass der Bund die Kosten für einen Neubau übernehmen muss – nicht jedoch die Kosten für eine denkmalgerechte Sanierung oder für ein neues Tragwerk auf den bestehenden, intakten Pfeilern. Im Januar 2025 wurden die Kosten für den Neubau auf 69 Millionen Euro geschätzt.